# Inégalité de Huygens

Inégalité de Huygens sur le cercle trigonométrique

L'inégalité de Huygens est un résultat mathématique établissant que, sur l'intervalle {\displaystyle \left[{0};{\frac {\pi }{2}}\right[} de {\displaystyle \mathbb {R} }, l'inégalité suivante est vérifiée : {\displaystyle x\leq {\frac {2}{3}}\cdot \sin x+{\frac {1}{3}}\cdot \tan x}.
Cette inégalité signifie que, dans le dessin ci-contre, la longueur de l'arc BC est inférieure à la moyenne pondérée de la longueur CD affectée du coefficient 2 et de la longueur BE affectée du coefficient 1, ou, plus simplement, que la longueur de l'arc BC est plus petite que celle du segment [BG].

## Démonstration par l'utilisation de la dérivée
Soit f fonction qui à tout x de {\displaystyle \left[{0};{\frac {\pi }{2}}\right[}, associe {\displaystyle f(x)=2\times \sin {x}+\tan {x}-3x}. 

Cette fonction est dérivable sur cet intervalle comme somme de fonctions dérivables.
La fonction dérivée de f est la fonction f' qui à tout x de l'intervalle considéré associe :
{\displaystyle f'(x)={\frac {2\cos ^{3}x-3\cos ^{2}x+1}{\cos ^{2}{x}}}={\frac {(\cos x-1)^{2}(2\cos {x}+1)}{\cos ^{2}{x}}}}.

Sur l'intervalle considéré, les inégalités suivantes sont vérifiées : {\displaystyle \forall x\,\cos ^{2}x>0} et {\displaystyle \forall x\,(\cos x-1)^{2}(2\cos {x}+1)\geq 0}.
Donc, {\displaystyle \forall x\in \left[{0};{\frac {\pi }{2}}\right[,f'(x)\geq 0} et la fonction f est croissante sur l'intervalle considéré.
On remarque l'égalité : {\displaystyle f(0)=0} par conséquent : {\displaystyle \forall x\in \left[{0};{\frac {\pi }{2}}\right[,f(x)\geq 0\Leftrightarrow \forall x\in \left[{0};{\frac {\pi }{2}}\right[,2\sin x+\tan x\geq 3x}

## Note historique
Cette inégalité, associée à cette minoration:
{\displaystyle {\dfrac {8\sin(x)-\sin(2x)}{6}}\leq x}
fournit un meilleur encadrement de x que le simple encadrement
{\displaystyle \sin(x)\leq x\leq \tan x}
Appliqué à {\displaystyle x=\pi /n}, cet encadrement sert à améliorer la méthode d'Archimède pour calculer Pi. En fait, Snell, dans sa Cyclometria (1621) énonçait déjà cette formule, mais sans la démontrer rigoureusement. Huygens dans son ouvrage de Circuli dimensione (1654) se propose de démontrer ces inégalités et d'en présenter d'autres, utiles à la quadrature du cercle approchée. Ce problème ancien, déjà abordé par Nicolas de Cuse dans son De mathematica perfectione (1512), avait fait l'objet plus récemment d'un travail de Grégoire de Saint-Vincent, Opus geometricum quadraturae circuli (1647).
La démonstration de Huygens diffère de celle indiquée ci-dessus : elle est géométrique. Bien que Huygens dans des travaux ultérieurs sur la cycloïde détermine les tangentes de diverses courbes, il restera toujours prudent vis-à-vis du calculus.
La démonstration que l'on peut tirer du de Circuli, est assez astucieuse et se réfère, d'une part à une inégalité d'aires, itérée, d'autre part à des propriétés de proportionnalités entre segments.
Il existe de nos jours des dizaines d'inégalités de ce type démontrées maintenant avec des outils d'analyse (Développement limité, règle de l'Hôpital sur la monotonie,...)